# Stonyfield Farm
Stonyfield ou Stonyfield Farm Inc. est une entreprise américaine, filiale de la multinationale française Lactalis, spécialisée dans le yaourt et les produits laitiers bio, et présente aux États-Unis, au Canada et en Europe. 
Basée à Londonderry, dans le New Hampshire, elle est en tête de ce marché aux États-Unis. Fondée et dirigée par le militant écologiste Gary Hirshberg (en), celui-ci a vendu 40 % des parts à Danone en 2001. Le groupe agro-alimentaire est aujourd'hui propriétaire de plus de 80 % des parts de Stonyfield, qui commercialise notamment les marques « YoBaby », « YoKids », « Oikos » et, en France, « Les 2 Vaches », marque créée en 2006 . En 2003, Stonyfield racheta la marque californienne Brown Cow (en), fondée en 1975. Il fournit une grande partie des yaourts des magasins Trader Joe's sur la côte est des États-Unis.
Hirshberg est aussi le manageur de Stonyfield Europe, une coentreprise entre Danone et Stonyfield qui commercialise des marques en France, au Royaume-Uni et en Irlande. Il est l'auteur de Stirring It Up: How to Make Money and Save the World (2008), qui prône la prise en compte de la santé et de l'environnement par le monde des affaires.

## Stonyfield France
Stonyfield France, présidé par Christophe Audouin depuis 2014, emploie directement 11 personnes . Il possède une usine avec Danone au Molay-Littry (Calvados, à 40 km de Caen) qui produit les yaourts « bio » « Les 2 Vaches » et emploie 140 salariés. Le groupe commercialise 17 produits laitiers frais et « bio », certifiés par ECOCERT et vendus dans 5 500 points de vente en grande et moyenne surface. Depuis 2009, il n'utilise plus d'additifs alimentaires dans ses yaourts, allant au-delà des obligations liées au label « bio ».
Le groupe est approvisionné par vingt-cinq fermes situées en Normandie, couvrant les 80 % des besoins, les 20 % restants étant couverts par des exploitations agricoles « bio » limitrophes de la Normandie (en tout, il y a en France plus de 23 000 fermes bio ). Des agriculteurs se sont ainsi convertis de l'agriculture intensive à l'agriculture biologique, tel cet agriculteur normand propriétaire d'une exploitation de 77 hectares, reconverti en 2010 . Stonyfield fournit depuis 2008 une aide à la conversion. Il participe ainsi au programme « Reine Mathilde » de Basse-Normandie, dirigé par l'Institut de l'Élevage et visant à regrouper tous les acteurs de la filière (Groupe de Recherche en Agriculture Biologique, chambre d'agriculture, coopératives laitières, etc.) . Ses produits nécessitent 8 millions de litres de lait par an, la production française totale s'élevant à plus de 20 milliards de litres par an (la consommation laitière de Stonyfield représente donc environ 0,3 % de la production française).
Le chiffre d'affaires du groupe français est passé de 12 millions d'euros en 2009 à 15 millions en 2010 et 20 millions en 2011  ; le marché « bio » représente en tout, en France, plus de 4 milliards d'euros fin 2011 .
Le site du groupe indique que celui-ci participe activement à des campagnes de marketing, citant par exemple la pétition mise en ligne à destination des maires de France afin d'inclure des produits « bio » dans les cantines scolaires . Il indique également que « la marque s'est engagée à reverser 10 % de ses profits à des associations. Plusieurs en ont déjà profité comme Intelligence Verte, Terre d'abeille, la Ligue pour la protection des oiseaux ou encore WWF ».